# Renealmia puberula
Renealmia puberula är en enhjärtbladig växtart som beskrevs av Julian Alfred Steyermark. Renealmia puberula ingår i släktet Renealmia och familjen Zingiberaceae. Inga underarter finns listade i Catalogue of Life.